# La maledicció de la pantera
 La maledicció de la pantera (The Curse of the Cat People) és una pel·lícula estatunidenca de fantasia, dirigida per Robert Wise i Gunther Von Fritsch, estrenada el 1944 i doblada al català. És protagonitzada per Simone Simon, Kent Smith, i Jane Randolph. És una seqüela de La dona pantera (Cat People) (1942) i manté molts dels mateixos personatges.

## Argument
Amy, la filla d'Oliver i Alice, és una petita noia solitària i silenciosa. En lloc de jugar amb les seves amigues, fuig de la realitat i es tanca en els seus somnis. Gràcies a un anell màgic, fa amistat amb Irena, el fantasma de la difunta esposa del seu pare.

## Història de la pel·lícula
És una pel·lícula negra produïda per Val Lewton, per la RKO. Aquesta pel·lícula és la continuació de La dona pantera, encara que molt allunyada de l'esperit i de la història. En efecte, lluny d'utilitzar el suspens i la tensió que han fet de la seva predecessora una pel·lícula inoblidable, aquesta continuació es concentra essencialment en la mostra dels turments d'una noia en algunes aparicions.
La RKO va insistir en la utilització de les paraules Cat People en el títol, per tal d'atreure el màxim de seguidors de La dona pantera.

## Repartiment
- Simone Simon: El fantasma d'Irena
- Kent Smith: Oliver Reed
- Jane Randolph: Alice Reed
- Ann Carter: Amy Reed

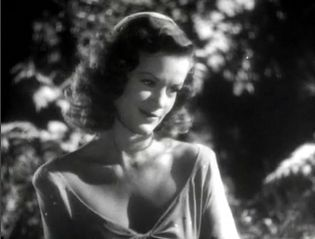
Simone Simon

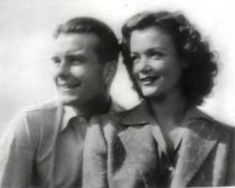
Kent Smith i Simone Simon

- Eve March: Miss Callahan, la institutriu d'Amy
- Julia Dean: Sra. Julia Farren
- Elizabeth Russell: Barbara Farren
- Erford Gage: El capità de policia
- Sir Lancelot: Edward, el majordom dels Reed

## Crítica
La maledicció de la pantera es va estrenar el febrer de 1944 i es va projectar com un doble projecte amb La dona pantera (1942). James Agee, per exemple, es referia a l'expressió de la pel·lícula de "la poesia i el perill de la infància". Mentre que Variety la va qualificar com a "altament decebedora", Bosley Crowther, del New York Times, va anomenar-la "una rara sortida del corrent de pel·lícules de terror [que] es presenta com un estudi estranyament emotiu del treball, d'una ment sensible del nen".